# Masacre de Cerro Gallo
La masacre de cerro Gallo fue una matanza de prisioneros políticos perpetrada por la dictadura militar de Chile en 1975 en el marco de la Operación Colombo. Los escuadrones militares dispararon contra prisioneros a los que, una vez muertos, se les hizo pasar por guerrilleros que habrían intentado entrar en Chile desde Argentina atravesando la cordillera de los Andes.

## Descripción
El cerro Gallo se encuentra cerca de la colonia Dignidad, donde entre 1973 y 1974 habrían sido ejecutados un centenar de prisioneros políticos.[cita requerida]
La masacre de cerro Gallo aparece relatada en el libro La dignidad de la Colonia, cuya fuente es un soldado conscripto llamado Juan Miranda. El soldado informante agregó que uno de los alemanes que participó en el operativo tenía un problema en un ojo y veía la operación desde un helicóptero, sobrevolando: Paul Schäfer. Un grupo de soldados y oficiales al mando del comandante Hugo Cardemil, mayor de Ejército, de Linares, buen amigo de la colonia,[cita requerida] acompañados de oficiales de Santiago, debían matar a guerrilleros que venían de Argentina. Los oficiales los masacraron.